# Eryngium reptans
Eryngium reptans là một loài thực vật có hoa trong họ Hoa tán. Loài này được Hemsl. mô tả khoa học đầu tiên năm 1899.